# 牛窪浩
牛窪 浩（うしくぼ ひろし、1924年 - 1987年9月27日）は、経営学者。
神奈川県生まれ。1950年立教大学文学部社会学科卒、同社会学部助教授、教授。1962年イリノイ大学産業関係研究所客員研究員、1966年シカゴ大学産業科学部客員教授。洗礼名アウガスティン。

## 著書
- 『監督者のための産業カウンセリング入門』ダイヤモンド社 1961
- 『不況期への挑戦 労務革新時代のビジネスマン』白桃書房 マネジメント・ライブラリー 1965
- 『経営の社会心理 人間関係論の再検討』白桃書房 1966
- 『経営心理の要点』ダイヤモンド社 ビジネス新書 1969
- 『産業社会の人間革新』日本労働協会 JIL文庫 1969
- 『転職少年 なぜ彼らはやめてゆくのか』日本経済新聞社 日経新書 1970
- 『女子労働力 職場の花から戦力へ』日本経済新聞社 1971
- 『仕事と自己実現 モチベーション管理のすすめ』総合労働研究所 LD文庫 1972
- 『職場のカウンセリング』日本労働協会 1972
- 『仕事とモティベーション 働きがいと動機づけ』日本労働協会 テキスト双書 1977
- 『課長の条件 エリート時代の終わり』東洋経済新報社 東経選書 1979
- 『新ヒューマンリレーションズのすすめ』日本コンサルタント・グループ 1979
- 『新・課長学 目的選択能力をそなえたリーダーをめざせ』産業能率大学出版部 1980
- 『部課長のノウハウ 決断、発想、管理のしかた』光文社カッパ・ビジネス 1981
- 『部下のやる気はこうして作れ! ライバル意識の活用法』PHP研究所 1982
- 『課長のリーダーシップ 信頼される仕事のやり方・やらせ方』大和出版 1983
- 『部課長のマネジメント 「問題」はどこにあるか、どう解決するか』大和出版 1986
- 『孫子の人間学 戦わずして勝つ法』大和出版 1987

### 共編著
- 『産業の社会心理学』大橋泰二,前田勇共著 学文社 社会学叢書 1968
- 『労働のなかの若者論考』上田利男共著 人間の科学社 人間の科学叢書 1974
- 『新しい経営用語』共編 法学書院 1978

## 論文
- 「経営労働問題研究の課題と方法」 『経営労働研究双書 (6)』 中央経済社 1977
- 「単調労働と働きがい振興策に関する研究」 立教大学『応用社会学研究』 21 1978

## 参考
- 故牛窪浩教授略歴・著作目録 (故アウガスティン牛窪浩教授追悼記念号) 応用社会学研究 1988
- 『人物物故大年表』
- 『日本心理学者事典』クレス出版、2003年、160頁。ISBN 4-87733-171-9。